# 1464
1464 (MCDLXIV) var ett skottår som började en söndag i den julianska kalendern.

## Händelser

### Februari
- Februari – Kristian I med trupper marscherar mot Stockholm för att slå ned Kettil Karlssons uppror.

### April
- 13 april – Milano ockuperar Genua.[1]
- 17 april – De danska legotrupperna besegras av dalabönderna i slaget vid Harakers kyrka i Hälleskogen norr om Västerås.

### Juni
- 23 juni – Kristian I avsätts från Sveriges tron och avseglar till Danmark. Kettil Karlsson (Vasa) väljs till riksföreståndare.

### Juli
- 2 juli – Karl Knutsson (Bonde) hemkallas från Danzig och erbjuds åter Sveriges krona.

### Augusti
- 9 augusti – Karl Knutsson anländer till Stockholm, varvid Stockholms borgerskap, belägringsstyrkorna och Kettil Karlsson hyllar honom som Sveriges kung.
- 15 augusti – Upprorshären svär Karl Knutsson trohet.
- 23 augusti – Danskarna på slottet Tre Kronor i Stockholm dagtingar. De evakuerar staden, men slottet behålls av den mot Karl Knutsson fientligt sinnade Ture Turesson (Bielke).
- 30 augusti – Sedan Pius II har avlidit den 14 augusti väljs Pietro Barbo till påve och tar namnet Paulus II.

### September
- 14 september – Kristian I försonas med ärkebiskopen Jöns Bengtsson (Oxenstierna) och friger honom.

### Hösten
- Hösten – Pesten kommer till Sverige och kvarstannar under 1465.

### November
- 11 november – Jöns Bengtsson återkommer till Sverige och inleder ett nytt uppror mot Karl Knutsson tillsammans med Kettil Karlsson.

### December
- 13 december – Jöns Bengtssons här besegrar Karl Knutssons trupper i slaget vid Uppsala.
- 14 december – Stillestånd sluts mellan ärkebiskop Jöns Bengtsson och Bo Djure i Uppsala.
- 26 december – Kettil Karlsson kallar sig från detta datum "Sweriges forstandare", det vill säga riksföreståndare.

### Okänt datum
- Åke Axelsson (Tott) får Varbergs län (norra Halland) som pant av den danska kronan.

## Födda
- Hans Brask, biskop i Linköping och riksråd.
- Jeanne av Frankrike, fransk prinsessa och helgon.

## Avlidna
- 18 juni – Rogier van der Weyden, nederländsk konstnär.
- 14 augusti – Pius II, född Enea Silvio Piccolomini, påve sedan 1458.
- 16 september – Olof Axelsson (Tott), danskt riksråd.
- Margareta av Savojen, italiensk abbedissa och adelskvinna.

### Fotnoter
1. ↑  World Statesmen (läst 6 april 2011)